# Montelibretti
Montelibretti település Olaszországban, Lazio régióban, Róma megyében. Lakosainak száma 5132 fő (2023. január 1.). Montelibretti Fara in Sabina, Fiano Romano, Monterotondo, Moricone, Nerola, Palombara Sabina, Capena és Montorio Romano községekkel határos.

## Népesség
A település lakossága az elmúlt években az alábbi módon változott:
| Lakosok száma | 5353 | 5326 | 5132 |
|               | 2017 | 2018 | 2023 |